# Ламбетский мост
Ламбетский мост (англ. Lambeth Bridge) — стальной арочный мост через Темзу в Лондоне, расположен между Воксхолльским и Вестминстерским мостами, соединяет районы Миллбанк и Ламбет.
Ламбетский мост был открыт 19 июля 1932 года на месте существовавшего ранее висячего пешеходного моста, перестроенного после наводнения. Имеет 4 опоры, напоминает по конструкции Воксхолльский мост, но в нём преобладает красный цвет, символизирующий цвет скамеек в Палате Лордов. В обоих концах моста находятся скульптуры ананасов в честь Джона Традесканта-младшего — первого, кто сумел вырастить ананасы в Англии.